# Johann Anton Cassinis de Bugella
Johann Anton Cassinis de Bugella (* 1656; † 1717 oder 1719) war ein Prager Mediziner. Der Professor der Medizin war Rektor der Ferdinands-Universität zum heiligen Klement, der heutigen Karls-Universität Prag.

## Leben
Bugella, der Sohn des Italieners Maximilian Antonius Cassinis (auch Cassini, Mitglied der italienischen Kongregation Bruderschaft zum heiligen Borromäus) war Absolvent des Collegs des Ordens der Jesuiten in Prag. Er studierte Medizin und Philosophie und war in den Jahren zwischen 1693 und 1712 Dekan der Medizinischen Fakultät und ab 1694 Rektor der damaligen Ferdinands-Universität zum Heiligen Klement, der heutigen Karls-Universität in Prag.
Als Chefarzt des Welschen Hospitals auf der Kleinseite in Prag führte Johann Anton Cassinis de Bugella den poliklinischen Unterricht des Medizinstudium in Prag ein und forschte mit einem Ärztekollegium nach den damals noch unbekannten Ursachen der Pest-Epidemien, welche die Bewohner Prags und Böhmens während des Dreißigjährigen Kriegs und danach bis 1691 zu überstehen hatten.

## Werke
Eine Übersicht der Veröffentlichungen des von Johann Anton Cassinis de Bugella findet sich bei Franz Bierl: Die Personalbibliographien der Professoren und Collegiaten der medizinischen Fakultät zu Prag von 1654 bis 1748, Seite 40 ff, Erlangen in Bayern 1972.